# Cho Jin-woong
Cho Jin-woong (en hangul, 조진웅; Busan, 3 de marzo de 1976) es un actor surcoreano.

## Carrera
Cho se graduó en Teatro y Cine en la Universidad de Kyungsung. Desde 2006 está representado por la agencia Saram Entertainment, entonces en sus comienzos.
Es conocido por sus papeles en Deep Rooted Tree (2011), Nameless Gangster: Rules of the Time (2012), A Hard Day (2014) y La doncella (2016), así como en la serie de televisión Signal (2016).

## Filmografía

### Películas
| Año  | Título                               | Papel                                        | Notas                      | Ref.              |
| ---- | ------------------------------------ | -------------------------------------------- | -------------------------- | ----------------- |
| 2004 | Once Upon a Time in High School      | miembro de la banda de Yasaengma             |                            |                   |
| 2004 | My Brother                           | Doo-shik                                     |                            |                   |
| 2006 | Hello Stranger                       | Yong-gil                                     | Cortometraje               |                   |
| 2006 | Running Wild                         | miembro de la banda de Guryongpa             |                            |                   |
| 2006 | A Dirty Carnival                     | Young-pil                                    |                            |                   |
| 2006 | Les Formidables                      | detective Shin                               |                            |                   |
| 2006 | Gangster High                        | Jo Hong-kyu                                  |                            |                   |
| 2008 | His Last Gift                        | Baek In-chul                                 |                            |                   |
| 2008 | My New Partner                       | Jung Young-chul                              |                            |                   |
| 2008 | The Guard Post                       | Cook                                         |                            |                   |
| 2008 | Spare                                | contrabandista                               | Voz                        |                   |
| 2008 | Sweet Lie                            | Jung Han-sang                                |                            |                   |
| 2008 | A Frozen Flower                      | Tae Ahn-gong                                 |                            |                   |
| 2009 | Take Off                             | comentarista                                 |                            |                   |
| 2009 | Fly, Penguin                         | Han Chang-soo                                |                            |                   |
| 2009 | City of Fathers                      | Han Sang-goo                                 |                            |                   |
| 2010 | Killing of Game                      | Viper                                        |                            |                   |
| 2010 | Bestseller                           | Chan-sik                                     |                            |                   |
| 2010 | A Barefoot Dream                     | James                                        |                            |                   |
| 2011 | Glove                                | Charles                                      |                            |                   |
| 2011 | The Front Line                       | Yoo Jae-ho                                   |                            |                   |
| 2011 | Perfect Game                         | Kim Yong-chul                                |                            | [ 2 ]             |
| 2012 | Nameless Gangster: Rules of the Time | Kim Pan-ho                                   |                            |                   |
| 2012 | A Millionaire on the Run             | Kim Seung-dae                                |                            |                   |
| 2012 | Perfect Number                       | Jo Min-beom                                  |                            |                   |
| 2013 | Man on the Edge                      | fiscal Hwang                                 | Cameo                      |                   |
| 2013 | An Ethics Lesson                     | Myung-rok                                    |                            |                   |
| 2013 | My Paparotti                         | Chang-soo                                    |                            |                   |
| 2013 | Hwayi: A Monster Boy                 | Ki-tae                                       |                            | [ 3 ]             |
| 2014 | A Hard Day                           | Park Chang-min                               |                            | [ 4 ]             |
| 2014 | Kundo: Age of the Rampant            | Lee Tae-ki                                   |                            |                   |
| 2014 | The Admiral: Roaring Currents        | Wakisaka Yasuharu                            |                            | [ 5 ]             |
| 2014 | We Are Brothers                      | Park Sang-yeon                               |                            | [ 6 ]             |
| 2015 | Chronicle of a Blood Merchant        | Mr. Ahn                                      |                            |                   |
| 2015 | Foulball                             | narrador                                     | Documental                 |                   |
| 2015 | Salut d'Amour                        | Jang-soo                                     |                            | [ 7 ] [ 8 ] [ 9 ] |
| 2015 | Assassination                        | Chu Sang-ok                                  |                            | [ 10 ]            |
| 2016 | La doncella                          | Kouzuki                                      |                            | [ 11 ]            |
| 2016 | The Hunt                             | Park Dong-geun                               |                            | [ 12 ]            |
| 2017 | Bluebeard                            | Seung-hoon                                   |                            | [ 13 ]            |
| 2017 | The Sheriff in Town                  | Jong-jin                                     |                            | [ 14 ]            |
| 2017 | Blue Busking                         |                                              | Aparición especial         |                   |
| 2017 | The Outlaws                          | líder de la unidad de investigación regional | Cameo                      |                   |
| 2017 | Man of Will                          | Kim Chang-soo                                |                            | [ 15 ] [ 16 ]     |
| 2018 | Infiltrado en el Norte               | Hak-sung                                     |                            | [ 17 ] [ 18 ]     |
| 2018 | Believer                             | Won-ho                                       |                            | [ 19 ]            |
| 2018 | Intimate Strangers                   | Seok-ho                                      |                            | [ 20 ]            |
| 2019 | Jesters: The Game Changers           | Deok-Ho                                      |                            | [ 21 ]            |
| 2019 | Close to You                         |                                              |                            | [ 22 ]            |
| 2019 | Man of Men                           | Young-ki                                     |                            | [ 23 ]            |
| 2019 | Black Money                          | Min-Hyuk                                     |                            |                   |
| 2020 | Me and Me                            | Park Hyung-goo                               |                            | [ 24 ]            |
| 2021 | History: Trailer                     |                                              | Cortometraje / director    | [ 25 ]            |
|      | Confidential: The Birth of Power     | Jeon Hae-woong                               |                            | [ 26 ] [ 27 ]     |
| 2022 | Dead Man                             | Lee Man-jae                                  |                            | [ 28 ] [ 29 ]     |
| 2022 | The Policeman’s Lineage              | Park Kang-yoon                               |                            | [ 30 ]            |
| 2023 | The Devil's Deal                     | Jeon Hae-woong                               |                            | [ 31 ] [ 32 ]     |
| 2023 | Creyente 2                           | Won-ho                                       | Midquel de Believer (2018) | [ 33 ] [ 34 ]     |
| 2023 | The Boys                             | Oh Jae-hyeong                                | Aparición especial         | [ 35 ]            |

### Series de televisión
| Año  | Título                      | Papel           | Canal   |                    | Ref.   |
| ---- | --------------------------- | --------------- | ------- | ------------------ | ------ |
| 2007 | Romance Hunter              | Park Cheol-gi   | tvN     |                    |        |
| 2008 | Don't Ask Me About the Past | Bae Yoon-goo    | OCN     |                    |        |
| 2008 | Lottery Trio                | presidente Park | KBS N   |                    |        |
| 2009 | My Too Perfect Sons         | Brutus Lee      | KBS2    |                    |        |
| 2009 | Hot Blood                   | Lee Soon-gil    | KBS2    |                    |        |
| 2010 | The Slave Hunters           | Kwak Han-seom   | KBS2    |                    |        |
| 2010 | A Man Called God            | Jang-ho         | MBC     |                    |        |
| 2010 | Flames of Desire            | Kang Joon-goo   | MBC     |                    |        |
| 2011 | Believe in Love             | Kim Chul-soo    | KBS2    |                    |        |
| 2011 | Deep Rooted Tree            | Moo-hyul        | SBS     |                    | [ 36 ] |
| 2014 | The Full Sun                | Park Kang-jae   | KBS2    |                    | [ 37 ] |
| 2016 | Signal                      | Lee Jae-han     | tvN     |                    |        |
| 2016 | Entourage                   | Kim Eun-gap     | tvN     |                    | [ 38 ] |
| 2023 | La buena mala madre         | Choi Hae-sik    | JTBC    |                    | [ 39 ] |
| 2025 | Karma                       | Prestamista     | Netflix | Aparición especial | [ 40 ] |

### Musicales/teatro
| Año  | Título                  | Papel        |
| ---- | ----------------------- | ------------ |
| 2001 | Baridaegi               | Mu Jang-seng |
| 2002 | 앵무가                  | Tiger        |
| 2003 | Macbeth                 | Macbeth      |
| 2003 | Veronika Decides to Die | Dr. Lee      |
| 2004 | The Balba Balba         |              |

### Variedades televisivas
| Año  | Título                    | Función             | Notas                                                      | Ref.          |
| ---- | ------------------------- | ------------------- | ---------------------------------------------------------- | ------------- |
| 2023 | Europa fuera de la tienda | Miembro del reparto | Programa de viajes en tienda de campaña - temp. 2 (España) | [ 41 ] [ 42 ] |

## Premios y candidaturas
| Año  | Premio                                            | Categoría                                           | Papel                                | Resultado | Ref.          |
| ---- | ------------------------------------------------- | --------------------------------------------------- | ------------------------------------ | --------- | ------------- |
| 2009 | KBS Drama Awards                                  | Mejor actor de reparto                              | My Too Perfect Sons, Hot Blood       | Nominado  |               |
| 2010 | 18th Chunsa Film Art Awards                       | Mejor actor revelación                              | Bestseller                           | Ganador   | [ 43 ]        |
| 2011 | 47th Baeksang Arts Awards                         | Mejor actor revelación (Cine)                       | Glove                                | Nominado  |               |
| 2011 | SBS Drama Awards                                  | Premio especial, Actor en un drama especial         | Deep Rooted Tree                     | Nominado  |               |
| 2012 | 21st Buil Film Awards                             | Mejor actor de reparto                              | Nameless Gangster: Rules of the Time | Ganador   | [ 44 ]        |
| 2013 | 49th Baeksang Arts Awards                         | Mejor actor de reparto (Cine)                       | Perfect Number                       | Nominado  |               |
| 2013 | 34th Blue Dragon Film Awards                      | Mejor actor de reparto                              | Hwayi: A Monster Boy                 | Nominado  |               |
| 2014 | 18th Puchon International Fantastic Film Festival | Premio It                                           | A Hard Day                           | Ganador   | [ 45 ]        |
| 2014 | 23rd Buil Film Awards                             | Mejor actor de reparto                              | A Hard Day                           | Nominado  |               |
| 2014 | 51st Grand Bell Awards                            | Mejor actor de reparto                              | A Hard Day                           | Nominado  |               |
| 2014 | 35th Blue Dragon Film Awards                      | Mejor actor de reparto                              | A Hard Day                           | Ganador   | [ 46 ]        |
| 2014 | 4th Korea Film Actors Association Awards          | Mejor actor de reparto de Corea                     | A Hard Day                           | Ganador   |               |
| 2014 | KBS Drama Awards                                  | Mejor actor de reparto                              | The Full Sun                         | Nominado  |               |
| 2015 | 10th Max Movie Awards                             | Mejor actor de reparto                              | A Hard Day                           | Ganador   | [ 47 ]        |
| 2015 | 9th Asian Film Awards                             | Mejor actor de reparto                              | A Hard Day                           | Nominado  |               |
| 2015 | 51st Baeksang Arts Awards                         | Mejor actor (Cine)                                  | A Hard Day                           | Ganador   | [ 48 ]        |
| 2015 | 24th Buil Film Awards                             | Mejor actor de reparto                              | Assassination                        | Nominado  |               |
| 2015 | 36th Blue Dragon Film Awards                      | Mejor actor de reparto                              | Assassination                        | Nominado  |               |
| 2016 | 21st Chunsa Film Art Awards                       | Mejor actor de reparto                              | Assassination                        | Ganador   | [ 49 ]        |
| 2016 | 52nd Baeksang Arts Awards                         | Mejor actor de reparto (Cine)                       | Assassination                        | Nominado  |               |
| 2016 | 52nd Baeksang Arts Awards                         | Mejor actor (TV)                                    | Signal                               | Nominado  |               |
| 2016 | 5th APAN Star Awards                              | Premio a la gran excelencia, actor en una miniserie | Signal                               | Ganador   | [ 50 ]        |
| 2016 | tvN10 Awards                                      | Gran Premio (Daesang) - Actor                       | Signal                               | Ganador   | [ 51 ] [ 52 ] |
| 2016 | tvN10 Awards                                      | Mejor actor                                         | Signal                               | Nominado  | [ 51 ] [ 52 ] |
| 2016 | 1st Asia Artist Awards                            | Gran Premio (Daesang)                               | Signal                               | Ganador   | [ 53 ]        |
| 2016 | 5th Korea Film Actors Association Awards          | Korea's Top Star                                    | ---                                  | Ganador   | [ 54 ]        |
| 2016 | 7th Korean Popular Culture & Arts Awards          | Premio Primer Ministro                              | ---                                  | Ganador   | [ 55 ]        |
| 2017 | 53rd Baeksang Arts Awards                         | Mejor actor de reparto (Cine)                       | The Handmaiden                       | Nominado  |               |
| 2017 | 26th Buil Film Awards                             | Mejor actor                                         | Bluebeard                            | Nominado  |               |
| 2018 | 55th Grand Bell Awards                            | Mejor actor                                         | Believer                             | Nominado  | [ 56 ]        |
| 2018 | 3rd DongA's PICK                                  | Golden Hand Award                                   | ---                                  | Ganador   |               |
| 2020 | 24th Fantasia International Film Festival         | Jury Special Mention in the Cheval Noir Competition | Me and Me                            | Ganador   | [ 57 ]        |
| 2020 | 21st Busan Film Critics Awards                    | Mejor actor                                         | Me and Me                            | Ganador   |               |
| 2020 | 7th Korean Film Producers Association             | Mejor actor                                         | Black Money                          | Ganador   | [ 58 ]        |
| 2021 | 40th Golden Cinema Film Festival                  | Mejor actor                                         | Black Money                          | Ganador   | [ 59 ]        |
| 2021 | 57th Baeksang Arts Awards                         | Mejor actor (Cine)                                  | Me and Me                            | Nominado  | [ 60 ]        |
| 2021 | 8th Wildflower Film Awards                        | Mejor actor                                         | Me and Me                            | Nominado  | [ 61 ]        |
| 2021 | 26th Chunsa Film Art Award                        | Mejor actor                                         | Me and Me                            | Nominado  | [ 62 ]        |
| 2022 | 31st Buil Film Awards                             | Mejor actor                                         | The Policeman's Lineage              | Nominado  | [ 63 ]        |